# Алферівська волость (Новохоперський повіт)
Алферівська волость — історична адміністративно-територіальна одиниця Новохоперського повіту Воронізької губернії з центром у слободі Алферівка.
Станом на 1880 рік складалася 3 поселень, 3 сільських громад. Населення — 7858 осіб (3931 чоловічої статі та 3927 — жіночої), 882 дворових господарств.
|                     | Площа, десятин | У тому числі орної, дес. |
| ------------------- | -------------- | ------------------------ |
| Сільських громад    | 7535           | 5550                     |
| Приватної власності | 10128          | 7762                     |
| Іншої власності     | 128            | 128                      |
| Загалом             | 24174          | 17978                    |

Поселення волості на 1880 рік:
- Алферівка — колишня власницька слобода при річці Хопер за 18 верст від повітового міста, 3160 осіб, 693 двори, православна церква, 2 школи, 4 лавки, базари по неділях.
- Варварин — колишній власницький хутір при озері Голому, 773 особи, 167 дворів, винокурний завод, паровий млин.

За даними 1900 року у волості налічувалось 33 поселення із переважно українським населенням.